# Varvarivka, Dunaiivți
Varvarivka (în ucraineană Варварівка) este un sat în comuna Pidlisnîi Mukariv din raionul Dunaiivți, regiunea Hmelnîțkîi, Ucraina.

## Demografie
Componența lingvistică a localității Varvarivka
     Ucraineană (98,23%)
     Rusă (1,77%)
Conform recensământului din 2001, majoritatea populației localității Varvarivka era vorbitoare de ucraineană (98,23%), existând în minoritate și vorbitori de rusă (1,77%).